# Smírčí kříž v Radošově
Smírčí kříž stojí v rohu zahrady domu čp. 131 v části Radošov obce Kyselka v okrese Karlovy Vary. V roce 1964 byl zapsán do státního seznamu kulturních památek.

## Historie
Smírčí kříž stál u zemské obchodní cesty před jižním průčelím kaple, která byla zbořena v roce 1982. Je kulturní památkou ČR.

## Popis
Kříž je hrubě opracovaný monolitický kámen s mírně se rozšiřujícím se svislým břevnem. Podle údajů v evidenčním listu jde o žulu, v popisu Památky a příroda Karlovarska se uvádí pískovec. Výška kříže je uváděna v rozmezí 0,90–1,20 m, šířka příčného břevna je 0,75–0,85 m, tloušťka je v rozmezí 0,25–0,33 m. V lícní straně je vyryt reliéf prohnuté šavle s rovným jílcem.